# روبن إل. هيغينز
روبن إل. هيغينز (بالإنجليزية: Robin L. Higgins)‏ هي مسؤولة أمريكية، ولدت في 1950 في ذا برونكس في الولايات المتحدة.